# Parapeytoia yunnanensis
La parapeytoia (Parapeytoia yunnanensis) è un enigmatico animale estinto, vissuto nel Cambriano inferiore (circa 530 milioni di anni fa). I suoi resti sono stati ritrovati in Cina, nel giacimento di Maotianshan.

## Descrizione
L'aspetto di questo animale era analogo, per molti versi, a quello degli Anomalocaridi, un misterioso gruppo di animali predatori caratteristico del Cambriano. Come questi ultimi, la parapeytoia possedeva due appendici spinose di fronte a una bocca tonda e radiata, occhi posti su peduncoli, lobi carnosi ai lati del corpo e una coda a ventaglio. Molti studiosi, però, non sono d'accordo nel classificare questo animale come un anomalocaride. La parapeytoia, infatti, possedeva al di sotto dei lobi carnosi tredici paia di zampe, al contrario di ogni altro anomalocaride noto. Le prime due paia di zampe erano lunghe quasi la metà delle successive.

## Stile di vita
Probabilmente questo animale trascorreva il tempo percorrendo i fondali marini alla ricerca di cibo, che catturava con le lunghe appendici. Le potenziali prede della parapeytoia includevano artropodi (come i trilobiti), vermi, molluschi primitivi e altre creature rinvenute nel giacimento di Maotianshan.